# Lilla Vallsjön
Lilla Vallsjön är en sjö i Surahammars kommun i Västmanland och ingår i Norrströms huvudavrinningsområde. Sjön har en area på 0,0727 kvadratkilometer och ligger 84,1 meter över havet. Sjön avvattnas av vattendraget Valsjöbäck. Sjön ligger inom området för den stora skogsbranden i Västmanland 2014 och Hälleskogsbrännans naturreservat.

## Delavrinningsområde
Lilla Vallsjön ingår i det delavrinningsområde (664059-151615) som SMHI kallar för Vid mätstation Skräddartorp. Medelhöjden är 104 meter över havet och ytan är 4,64 kvadratkilometer. Det finns ett avrinningsområde uppströms, och räknas det in blir den ackumulerade arean 17,67 kvadratkilometer. Valsjöbäck som avvattnar avrinningsområdet har biflödesordning 4, vilket innebär att vattnet flödar genom totalt 4 vattendrag innan det når havet efter 187 kilometer. Avrinningsområdet består mestadels av skog (88 procent). Avrinningsområdet har 0,07 kvadratkilometer vattenytor vilket ger det en sjöprocent på 1,6 procent.